# Gustaf Wejnarth
Gustaf Wejnarth (Carl Gustaf Olof Wejnarth, auch Weijnarth; * 24. April 1902 in Eskilstuna; † 22. April 1990 in Örebro) war ein schwedischer Leichtathlet, der sich auf den 400-Meter-Lauf spezialisiert hatte. Er startete für den SoIK Hellas.
Wejnarth wurde 1921 schwedischer Meister im 400-Meter-Lauf. Bei den Olympischen Spielen 1924 in Paris gewann er in der 4-mal-400-Meter-Staffel gemeinsam mit Artur Svensson, Erik Byléhn und Nils Engdahl die Silbermedaille. Über 400 Meter erreichte er die Viertelfinalrunde.